# Kirche im Aufbruch
Die Initiative Kirche im Aufbruch der Evangelischen Kirche in Deutschland (EKD) bezeichnet den 2006 in Gang gesetzten Reformprozess der Evangelischen Kirche in Deutschland. Im Kirchenamt der EKD in Hannover-Herrenhausen hat das Projektbüro Reformprozess seinen Sitz.

## Geschichte
2006 erschien das Impulspapier Kirche der Freiheit. Mit diesem Papier stieß der Rat der EKD einen Reformprozess in der Evangelischen Kirche in Deutschland an. Dieser Impuls wurde auf der Synode 2006 und bei einem Zukunftskongress im Januar 2007 in Wittenberg aufgenommen und danach in verschiedenen Gremien weitergeführt und diskutiert. Im Frühjahr 2008 wurde eine Steuerungsgruppe mit Vertretern aus Rat, Synode und Kirchenkonferenz der EKD eingerichtet, die den Prozess koordinieren sollte. Vom 24. bis 26. September 2009 fand in Kassel die Zukunftswerkstatt Kassel mit etwa 1.200 eingeladenen Vertretern aus den Gliedkirchen und Werken der Evangelischen Kirche in Deutschland statt. In einer Galerie guter praxis stellten 100 von den Landeskirchen benannten Einrichtungen, Gemeinden und Kirchenkreise ihre Projekte vor. Im Jahr 2014 fand in Ruhrgebiet und in Wuppertal das Zukunftsforum 2014 statt, bei dem erstmals bundesweit die kirchliche „Mittlere Ebene“ zusammenkam, womit die Pröpste und Pröpstinnen bzw. Superintendenten und Superintendentinnen bezeichnet werden.
Die erste Steuerungsgruppe beendete im Oktober 2009 ihre Arbeit. Im März 2010 hat eine zweite Steuerungsgruppe ihre Arbeit aufgenommen.
Im Rahmen des Reformprozesses sind zahlreiche Publikationen erschienen.

## Reformzentren
Die Evangelische Kirche in Deutschland richtete 2009 Reformzentren ein, die verschiedene Schwerpunkte bearbeiten, um den Reformprozess zu fördern und zu begleiten.

### Zentrum Mission in der Region
Das Zentrum Mission in der Region ist mit seinen drei Standorten in Stuttgart, Dortmund und Greifswald vertreten. Aufgabe des Zentrums ist es, die Kultur und Qualität der Missionarischen Arbeit der Evangelischen Kirche in Deutschland nachhaltig zu fördern. Das Zentrum fördert die Vernetzung und den Austausch von Erfahrungen von Trägern regionaler Projekte und berät Regionen bei der Evaluierung von Missionsformaten.

### Zentrum für Qualitätsentwicklung im Gottesdienst
Das Zentrum für Qualitätsentwicklung hat das Ziel, die Ausstrahlungskraft des Evangelischen Gottesdienstes zu stärken und zu fördern. Es bearbeitet Fragen, wie der Gottesdienst verändert oder bearbeitet werden kann, um die Qualität zu halten oder zu verbessern. Es berät die kirchenleitenden Gremien bei Fragen der Qualitätsentwicklung und stellt seine Ergebnisse zur Verfügung, damit Änderungen umgesetzt und beschlossen werden können. Das Zentrum hat seinen Sitz im Evangelischen Zentrum für Gottesdienst und Kirchenmusik an der St.-Michael-Kirche in Hildesheim.

### Zentrum für Evangelische Predigtkultur
Das Zentrum für Evangelische Predigtkultur hat die Aufgabe, die Leidenschaft für das Predigen zu fördern. Dafür bietet es verschiedene Werkstattformate, Coaching und Ähnliches an. Es soll bei der Vernetzung von Menschen helfen, die sich in unterschiedlicher Weise mit dem Thema Predigen auseinandersetzen. Das Zentrum hat seinen Sitz in Wittenberg.

### Zentrum für Führen und Leiten
Die Führungsakademie für Kirche und Diakonie besteht seit 2006. In der Rechtsform einer gemeinnützigen Aktiengesellschaft wird sie von der Bundesakademie für Kirche und Diakonie gGmbH (u. a. Diakonie Deutschland und EKD) sowie von mehr als 20 diakonischen Unternehmen und der EKD getragen.

## Themen/Projekte
Zu den verschiedenen Themen des Reformprozesses, wie beispielsweise Missionarischer Aufbruch, Bildung, Leitung und Führung, Kirche in der Fläche (in ländlichen Regionen), die Praxis-Plattform geistreich, werden Projekte, Tagungen und Seminare angeboten. Die einzelnen Landeskirchen entwickeln eigene Projekte zu verschiedenen Themen. Zudem wurde unter anderem die Martin-Luther-Medaille ins Leben gerufen.